# Danijel Žeželj
(Federico Fellini)
Danijel Žeželj (Zagabria, 7 dicembre 1966) è un fumettista, animatore, illustratore e grafico croato.
Autore di numerosi graphic novel e film d'animazione, è considerato uno dei migliori artisti viventi.
I suoi fumetti, libri e illustrazioni sono comparsi in riviste e antologie in Stati Uniti, Inghilterra, Francia, Italia, Croazia, Grecia, Svezia, Brasile, Sudafrica, Argentina, Slovenia, Svizzera e Spagna.
Ha pubblicato ed esposto per: The New York Times, Marvel Comics, Washington Chronicle, DC Comics, the San Francisco Guardian, Harper’s Magazine, Dark Horse, L'Espresso, Il Grifo, De Agostini, Image Comics, Dargaud, Editions Mosquito, Hazard Edizioni Eris Edizioni, Squadro Stamperia Galleria d'Arte ed altri.

## Biografia

### Primi anni e formazione
Nato nel 1966, Danijel Žeželj ha studiato pittura classica, scultura e stampa presso l'Accademia di Belle Arti di Zagabria, sua città natale. 
Conclusi gli studi, abbandona l'ambiente accademico e inizia ad interessarsi di fumetti, pubblicando su numerose riviste e fanzine croate.
Fu fortemente influenzato da artisti come Caravaggio e Vermeer, dalla pittura e dalla scultura rinascimentali, dal barocco, con i suoi chiaroscuri, e anche dai movimenti artistici d'avanguardia dell'Europa d'inizio secolo: come afferma egli stesso, è «entrato nel campo dei fumetti dal lato visivo.» 
Gli autori che più lo indirizzarono nella sua scelta di fare fumetto, furono invece Moebius, Liberatore, Eisner, Bilal, Crumb, ma soprattutto Munoz e Sampayo.
I suoi lavori si diffondono in tutta Europa, soprattutto in Germania e in Italia, dove decide di trasferirsi nel 1991.

### Italia
In Italia ha pubblicato importanti romanzi a fumetti e storie brevi, diventando ben presto un punto di riferimento per un pubblico esigente.
Per Il Grifo, rivista fondata da Vincenzo Mollica in collaborazione con Federico Fellini, pubblica le opere: Sophia, Sun City, Rex. Il suo segno, fortemente espressivo, affascinò anche lo stesso Fellini, che scrisse l'introduzione al graphic novel Il ritmo del Cuore.
(Il Grifo)
Collabora anche con la Liberty Press, realizzando le opere Blues (una raccolta di racconti brevi), e, su testi di Ade Capone, Pagliacci, sulla guerra dei Balcani, e Nei Tuoi Occhi, sulla più piccola ma non meno crudele guerra tra gang.

### Stati Uniti
Nel 1995 si trasferisce negli Stati Uniti, dove pubblica illustrazioni per il The New York Times Book Review, Marvel Comics, the San Francisco Bay Guardian, the Stranger, the Washington Chronicle ed altri.
Ha illustrato vari racconti per DC Comics, tra cui: "Gangland", "Heart Throbs", "Strange Adventures" e "Flinch".
Artista poliedrico, esplora le contaminazioni tra fumetti e nuove tecnologie. Dal 1997 ha realizzato una serie di performance multimediali nelle quali combina Live painting a musica dal vivo. 
I suoi spettacoli, presentatati in festival, gallerie e club, hanno riscosso successo in Italia, Francia, Paesi Bassi, Germania, Stati Uniti e Croazia.

### Dal 2000 a oggi
Nel 2000 realizza per Nike lo spot pubblicitario S.P.Q.R., un apocalittico corto di animazione ambientato nella Roma del 3001, fra terremoti, rivoluzioni e cyber calciatori resi invincibili dall'innesto del DNA di grandi campioni del passato, cioè  del nostro presente. Lo spot, doppiato tra gli altri da Francesco Totti, si aggiudicherà "Il galà della pubblicità" per la miglior realizzazione.
Nel 2001 ha fondato a Zagabria la casa editrice e laboratorio grafico Petikat assieme a Boris Greiner e Stanislav Habjan.
Nel 2005 viene invitato all'Isabella Stewart-Gardner Museum di Boston, è il primo fumettista ad avere una mostra personale nel celebre museo.
Dal 2012 ha realizzato alcuni film di animazione per Zagreb Film.
Nonostante sia uno degli autori più prestigiosi a livello mondiale, molto quotato sia nel mondo del fumetto seriale per i grandi editori americani (vedi Superman: Metropolis, Hellblazer, Sandman presenta Il Corinzio, El Diablo, DMZ, American Vampire, Congo Bill,  Loveless, Northlanders, Scalped e altri) che in quello del romanzo a fumetti d'autore americano (Days of Hate, Luna Park) ed europeo, Žeželj rimane molto vicino al mondo degli indipendenti, partecipando a diverse fanzine ed autoproduzioni (Umberto Baccolo's (n)INFOmaniac, Mad Max Fury Draw, Dystopia...).
Vive e lavora tra Brooklyn e Zagabria.

## Opere

### Graphic Novels
- Cyberpunk 2077, Panini 2023
- Il capo dei cervi, Eris 2022
- Days of Hate, written by Ales Kot; Image, USA, 2018
- Starve, written by Brian Wood; Image, USA, 2016; Urban Comics, France, 2017
- Chaperon Rouge, Mosquito, France; 2015, Petikat, 2016
- Tomsk-7, Mosquito, France, 2014
- Babilon, Mosquito, France, 2013; Petikat, Croatia, 2013; Eris Edizioni, Italy, 2017
- Des hommes et des dieux, written by Jean-Pierre Dionnet; Dargaud, France, 2012; Panini, Italy, 2012
- Industrial, Grifo Edizioni, Italy, 2010; Petikat, Croatia, 2011; Mosquito, France, 2012
- Sex & Violence, Grifo Edizioni, Italy, 2009; Mosquito, France, 2010
- Luna Park, written by Kevin Baker, DC Comics/Vertigo, USA, 2009
- King of Nekropolis, Hazard Edizioni, Italy, 2007
- Stray Dogs, ISGM/Charta, USA, 2005
- Small Hands, Petikat, Croatia, 2004; Edizioni Di, Italy, 2005
- Caballo, Petikat, Croatia, 2004
- Reflex Petikat, Croatia, 2003
- Stazione Topolo, Grifo Edizioni, Italy, 2002
- Bolivian Dark, Petikat, Croatia, 2002
- The Call of Duty: The Wagon, written by Chuck Austen, Marvel, USA, 2002
- Captain America: Dead Men Running, written by Darko Macan, Marvel, USA, 2002
- 24 Hours, Grifo Edizioni, Italy, 2002
- Rinzol, Petikat, Croatia, 2001
- Sandman Presents: Corinthian: Death in Venice, written by Darko Macan, DC Comics/Vertigo, USA, 2001
- El Diablo, written by Brian Azzarello, DC Comics/Vertigo, USA, 2001
- Air Mexico, Clandestino, USA, 2000
- Il Sorriso di Majakovskij, Edizioni Di, Italy, 2000
- Reve de Beton, Mosquito, France, 2000
- Congo Bill, written by Scott Cunningham, DC Comics/Vertigo, USA, 1999; Mosquito, France, 2000; Magic Press, Italy, 2001
- Invitation a la Danse, Mosquito, France, 1999
- L'Amore, Edizioni Di, Italy, 1999
- La Peste, Edizioni Di, Italy, 1998
- Amazonia, Edizioni Di, Italy, 1998
- L'Angelo Sterminatore, Edizioni Di, Italy, 1997
- Pagliacci: In Your Eyes: Blues, Liberty, Italy, 1996
- Rex, Radio 101, Croatia, 1995; Edizioni Di, Italy, 2000; Mosquito, France, 2001
- Sophia, Editori del Grifo, Italy, 1994; X-press & Radio 101, Croatia, 1994
- Sun City, Editori del Grifo, Italy, 1994; Kaspar & Radio 101, Croatia, 1993, Coma 22, Italy, 2007
- Il Ritmo del Cuore, Editori del Grifo, Italy, 1993; Mosquito, France, 2005

### Cover
- Donato Montesano, Io grandi scrittori non mangiano, Buccino, Eretica Edizioni, 2017, ISBN 8899816956.
- Donato Montesano, Chi ha polvere spara, Buccino, Eretica Edizioni, 2023, ISBN 8833443930.

### Filmografia
- Red Rriding Hood Rredux, (Zagreb Film, 2017)
- A World of Wonder, (Petikat / C'mon Tigre, 2015)
- Thousand, (Zagreb Film / Petikat, 2014)
- Fibonacci Bread, (Zagreb Film / Petikat, 2012)
- A different Bunny, (Fifth Floor, 2010)
- S.P.Q.R, (Nike, 2001)